# Salgen
Salgen là một đô thị ở huyện Unterallgäu bang Bayern, Đức.